# Ваката, Коити
Кои́ти Вака́та (яп. 若田 光一 Ваката Ко:ити, род. 1 августа 1963) — четвёртый японский астронавт, офицер ДжАКСА, ветеран четырёх миссий НАСА Спейс шаттл, участник пяти экспедиций на Международной космической станции. Первый японский командир тридцать девятого экипажа МКС.

## Биография
Ваката родился 1 августа 1963 года в городе Омия префектуры Сайтама, Япония. В 1982 году окончил государственную среднюю школу. В 1987 году получил степень бакалавра наук по аэронавтике в Университете Кюсю и магистра по прикладной механике в том же университете в 1989 году. В 2004 году получил докторскую степень по ракетно-космическому машиностроению.
Начал работать инженером в 1989 году в авиакомпании Japan Airlines, где прошёл трёхмесячное обучение в ремонтном управлении города Нарита. С июля 1991 по май 1992 года занимался исследованиями целостности конструкции транспортных самолётов и, в общей сложности, налетал на самолётах различных типов более 1100 часов.

### Карьера в JAXA
В 1992 году Ваката был избран как кандидат в отряд астронавтов NASDA. С марта 1992 по август 1993 года прошёл годичные курсы общекосмической подготовки (в составе 14-го набора НАСА) в Космическом центре им. Джонсона, получив квалификацию специалиста полёта шаттла. По окончании был назначен в Отделение компьютерного обеспечения Отдела астронавтов. 12 декабря 1994 года был назначен в экипаж STS-72 как специалист.
Свой первый космический полёт с 11 по 20 января 1996 года продолжительностью 8 суток 22 часа совершил на Индевор в составе STS-72, во время которого выполнял робототехнические операции по возвращению спутника «Спейс Флайер Юнит» весом около 3,5 тонн запущенного в марте 1995 года и операции по выводу и возвращению научно-исследовательского спутника «OAST-Flyer» запущенного ранее во время этой миссии Индевер. Управляя манипулятором МТКК, Коити Ваката обеспечил захват спутников и их перемещение в грузовой отсек шаттла. До полета С. Шарипова был самым молодым (по дате рождения) из слетавших в космос. Также во время полета вместе с астронавтом Даниэлем Барри стали первыми людьми, сыгравшими в Го в космосе на борту шаттла, за что Барри получил второй дан от японской ассоциации Го.
С 1996 по 1998 год работал в Отделении ВКД Отдела астронавтов. 2 июня 1997 года получил назначение в экипаж Дискавери STS-92 по программе сборки космической станции ISS-05-3A, став первым японцем, побывавшим на станции.
Второй космический полёт совершил с 11 по 24 октября 2000 года продолжительностью 12 суток 21 час совершил на шаттле Дискавери в составе STS-92, в котором с помощью робота-манипулятора шаттла управлял операциями по установке конструкций опорного сегмента Z-1 и стыковочного узла РМА-3 МКС.
С 26 августа по 6 сентября 2002 года участвовал в тренировках по программе полётов на станцию МКС в Европейский центр астронавтов в Германии.
В июле 2006 года принимал участие в миссии НАСА по операциям в экстремальной окружающей среде (NEEMO 10).
В 2006 году после подготовки в РГНИИ ЦПК им. Ю. А. Гагарина к долгосрочному полёту на МКС и изучения систем корабля «Союз ТМА» был предварительно включён в состав основного экипажа МКС-16, однако позже был выведен из состава. С 16 по 27 января 2007 года участвовал в тренировках по выживанию в составе условного экипажа вместе с Салижаном Шариповым и Соити Ногути. 13 февраля 2007 года был назначен бортиженером основного экипажа 18-й экспедиции.
Третий космический полёт Ваката выполнил с марта по июль 2009 года, став первым японцем в составе экипажа длительной экспедиции на борту МКС. Коити Ваката прибыл в составе STS-119 MTKK «Дискавери» 17 марта 2009 года на смену астронавтке Сандре Магнус в качестве бортинженера 18-го экипажа МКС и оставался в этой должности на протяжении 19-й и 20-й экспедиции до прибытия Тимоти Копра на смену. 2-3 июля 2009 года в качестве бортинженера участвовал в престыковке пилотируемого корабля Союз ТМА-14 с агрегатного отсека служебного модуля «Звезда» на стыковочный отсек «Пирс». 31 июля 2009 года Коити вернулся на Землю на шаттле «Эндевор» STS-127.
Четвёртый космический полёт Ваката выполнил с 7 ноября 2013 по 14 мая 2014 года. Коити Ваката прибыл в составе Союз ТМА-11М в качестве бортинженера 38-го экипажа МКС, с 10 марта 2014 стал командиром экспедиции МКС-39, он стал первым японским астронавтом ставшим командиром экспедиции МКС, и третьим астронавтом не из числа российских или американских командиров экспедиций. 14 мая 2014 Коити вернулся на Землю на Союз ТМА-11М.
Пятый космический полёт. 5 октября 2022 года в 19:00:57 мск стартовала в качестве специалиста полёта экипажа миссии SpaceX Crew-5 и космических экспедиций МКС-68/МКС-69 на американском частном многоразовом космическом корабле Crew Dragon компании SpaceX c помощью тяжёлой ракеты-носителя Falcon 9 со стартового комплекса 39А Космического центра имени Кеннеди во Флориде к Международной космической станции.
20 января 2023 года Коити Ваката и астронавт Николь Манн совершили выход в открытый космос для выполнения монтажных работ на внешней поверхности Международной космической станции по подготовке к развертыванию солнечных панелей iROSA. Выход продлился более семи часов. 2 февраля 2023 года астронавты Коити Ваката и Николь Манн совершили второй выход в открытый космос для продолжения монтажных работ на внешней поверхности МКС в целях модернизации системы энергоснабжения. Продолжительность выхода составила более 6 часов.
11 марта 2023 года в 10:20 мск корабль Crew Dragon-5 отстыковался от Международной космической станции и через 19 часов полёта, 12 марта в 05:02 мск приводнился в Мексиканском заливе у побережья штата Флорида. Из-за плохой погоды в районе приземления спуск Crew Dragon откладывали дважды — 7 и 8 марта.
Статистика
| # | Стартовый корабль         | Старт, UTC        | Экспедиция                     | Корабль посадки  | Посадка, UTC      | Полёт                        | Выходы в открытый космос | Время в открытом космосе |
| - | ------------------------- | ----------------- | ------------------------------ | ---------------- | ----------------- | ---------------------------- | ------------------------ | ------------------------ |
| 1 | Индевор STS-72            | 11.01.1996, 09:41 | STS-72                         | Индевор STS-72   | 20.01.1996, 07:41 | 08 суток 22 часа 00 минут    | 0                        | 0                        |
| 2 | Дискавери STS-92          | 11.10.2000, 23:17 | STS-92                         | Дискавери STS-92 | 24.10.2000, 20:59 | 12 суток 21 час 42 минуты    | 0                        | 0                        |
| 3 | Дискавери STS-119         | 15.03.2009, 23:43 | STS-119, МКС-18/19/20, STS-127 | Индевор STS-127  | 31.07.2009, 17:03 | 137 суток 15 часов 04 минуты | 0                        | 0                        |
| 4 | Союз ТМА-11М              | 07.11.2013, 04:14 | МКС-38/39                      | Союз ТМА-11М     | 14.05.2014, 01:58 | 187 суток 21 час 44 минуты   | 0                        | 0                        |
| 5 | Crew Dragon SpaceX Crew-5 | 05.10.2022, 16:00 | SpaceX Crew-5, МКС-68/69       | SpaceX Crew-5    | 12.03.2023, 02:02 | 157 суток 10 часов 1 минута  | 2                        | 14 часов 02 минуты       |
|   |                           |                   |                                |                  |                   | 504 суток 18 часов 32 минуты | 2                        | 14 часов 02 минуты       |

## Награды
- Медаль «За космический полёт»
- Медаль «За заслуги в освоении космоса» (12 апреля 2011 года) — за большой вклад в развитие международного сотрудничества в области пилотируемой космонавтики[13]

## Личная жизнь

### Семья
Состоит в браке, один ребёнок.

### Увлечения
Дельтапланеризм, бейсбол, теннис, катание на лыжах.